# Аспе (Франция)
Аспе́ (фр. Aspet, окс. Aspèth) — коммуна во Франции, находится в регионе Юг — Пиренеи. Департамент — Верхняя Гаронна. Административный центр кантона Аспе. Округ коммуны — Сен-Годенс.
Код INSEE коммуны — 31020.

## География
Коммуна расположена приблизительно в 660 км к югу от Парижа, в 85 км к юго-западу от Тулузы.
По территории коммуны протекает река Жер. Около половины территории коммуны занимают леса.

## Климат
Климат умеренно-океанический. Зима мягкая и снежная, весна характеризуется сильными дождями и грозами, лето сухое и жаркое, осень солнечная. Преобладают сильные юго-восточные и северо-западные ветры.

## Население
Население коммуны на 2017 год составляло 879 человек.
| 1962 | 1968 | 1975 | 1982 | 1990 | 1999 | 2010 |
| ---- | ---- | ---- | ---- | ---- | ---- | ---- |
| 1307 | 1186 | 1229 | 962  | 986  | 927  | 950  |

## Экономика
В 2010 году среди 549 человек трудоспособного возраста (15—64 лет) 369 были экономически активными, 180 — неактивными (показатель активности — 67,2 %, в 1999 году было 66,8 %). Из 369 активных жителей работали 319 человек (156 мужчин и 163 женщины), безработных было 50 (23 мужчины и 27 женщин). Среди 180 неактивных 49 человек были учениками или студентами, 81 — пенсионерами, 50 были неактивными по другим причинам.

## Достопримечательности
- Фонтан на площади Республики (XV век). Исторический памятник с 1979 года[4]
- Церковь Св. Мартина

## Фотогалерея

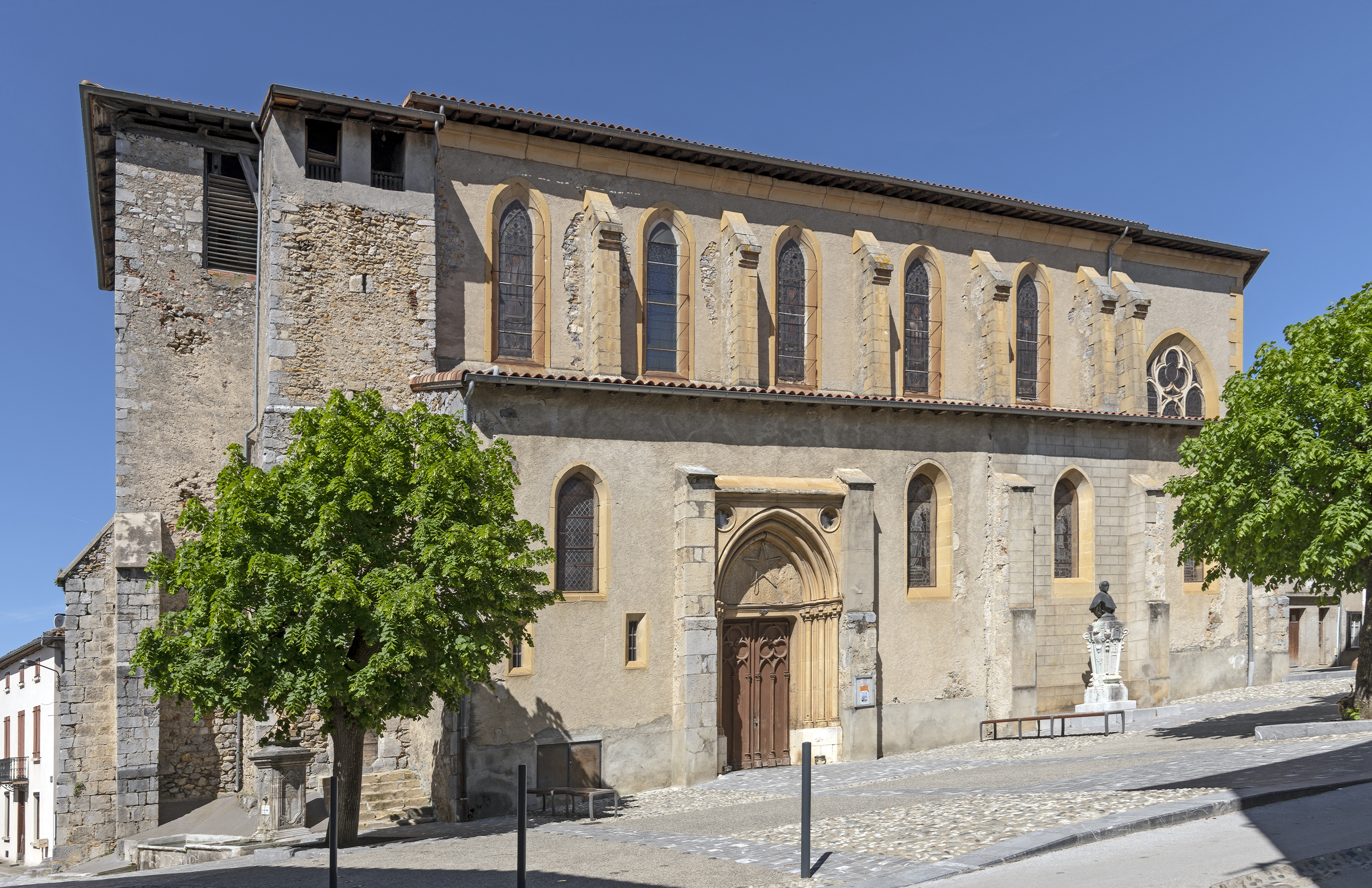
Церковь Св. Мартина
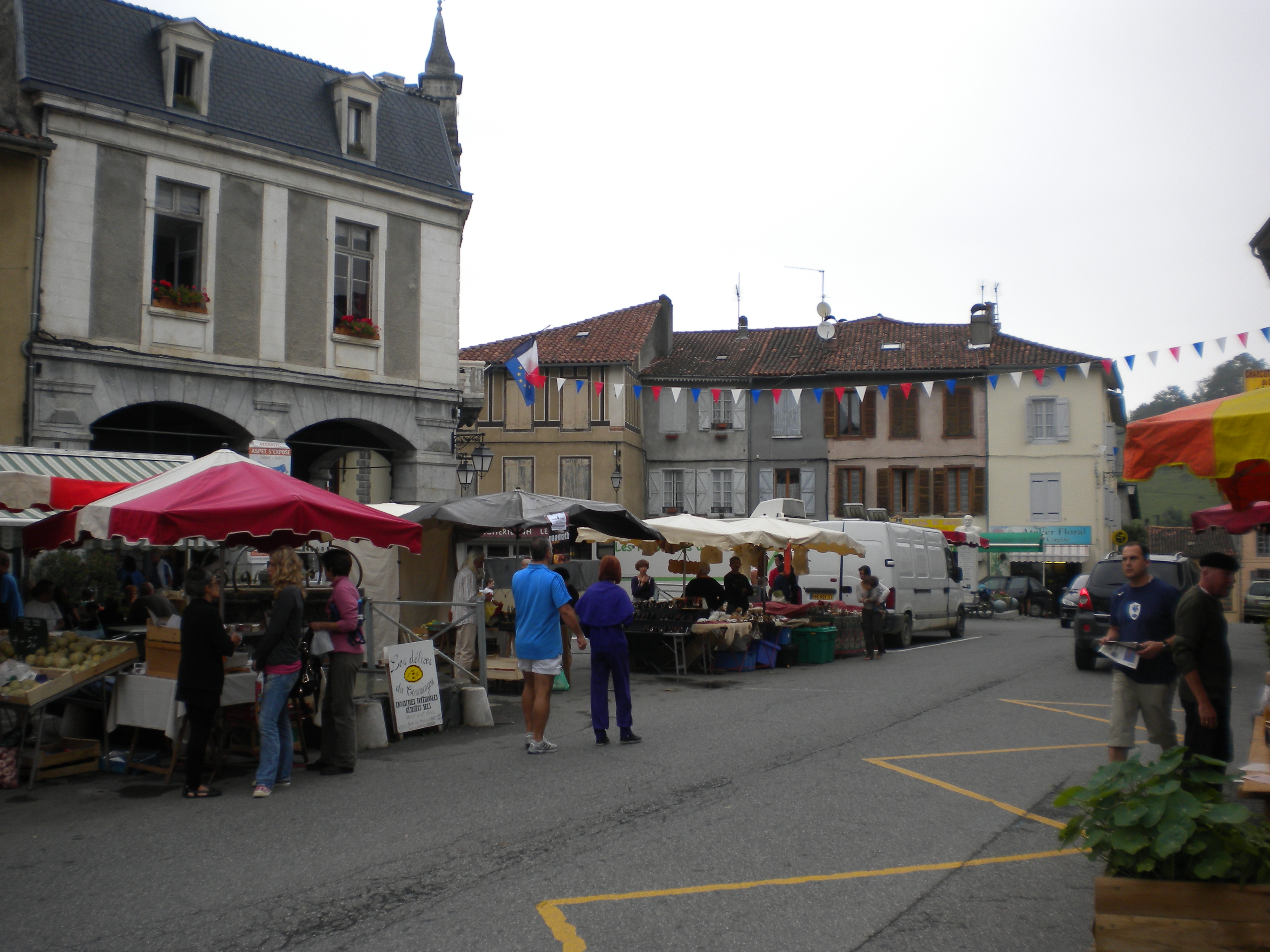
Аспе
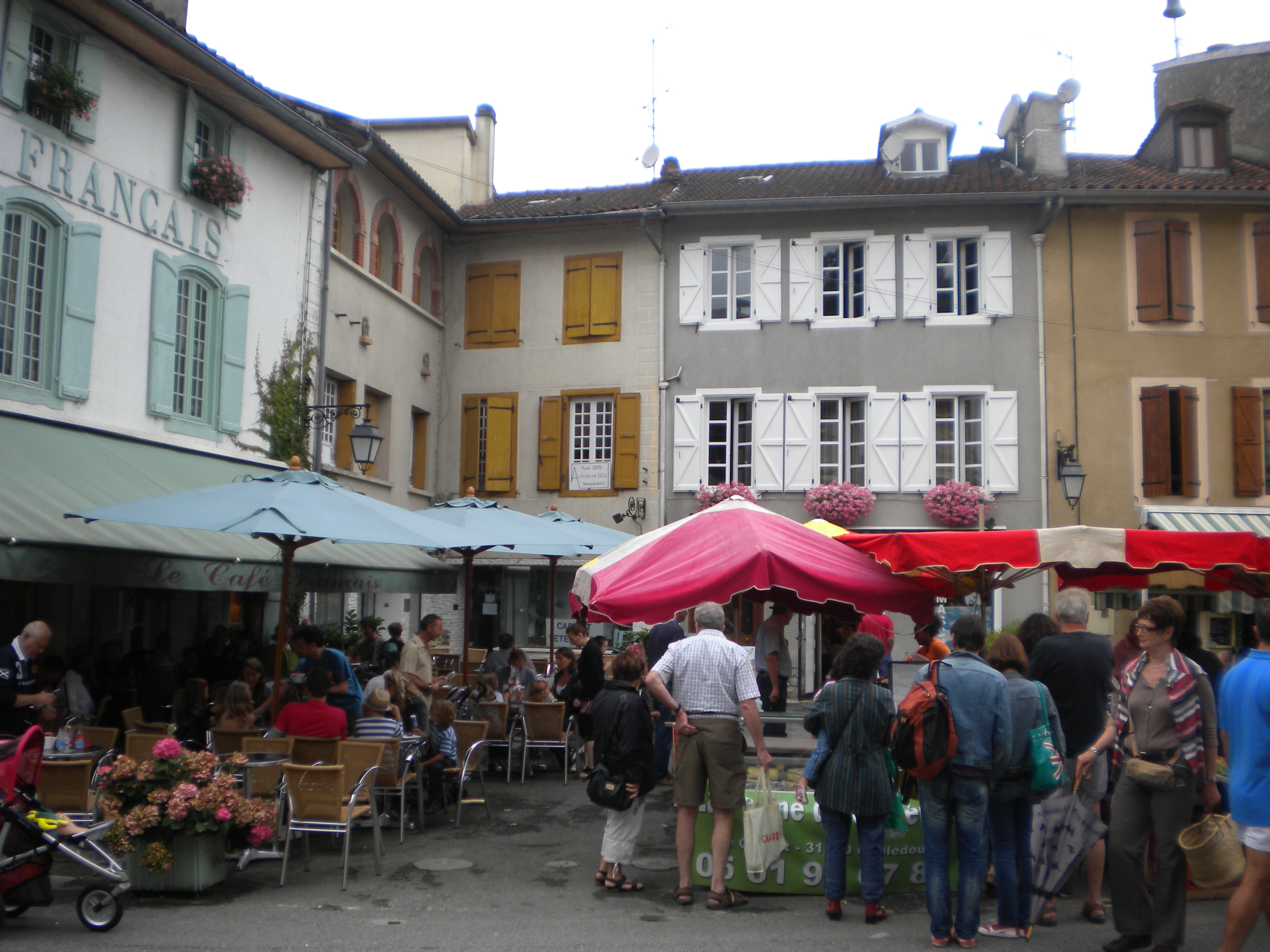
Аспе
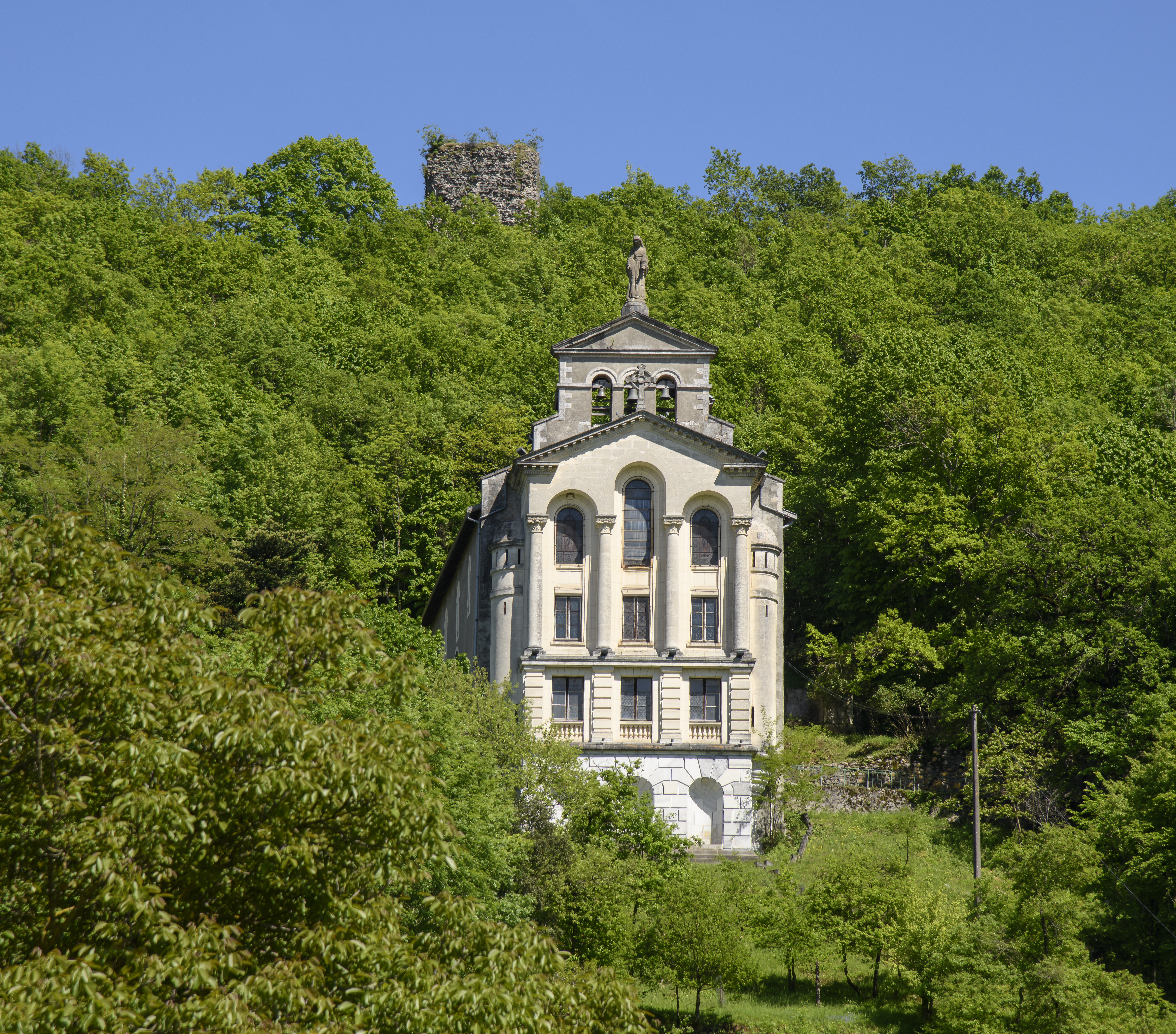
Аспе
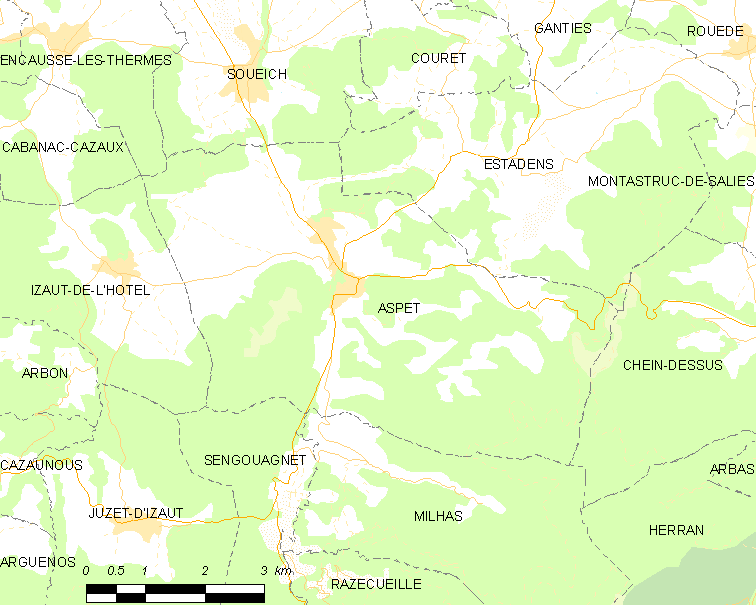
Карта коммуны